# Fricasé de cerdo
Pour les articles homonymes, voir Fricassée.
La fricassée de porc, également appelée fricasé de cerdo, ou simplement fricassé, est un plat traditionnel de la région occidentale de la Bolivie et du département de Puno au Pérou,.

## Caractéristiques
La fricassée de porc est un bouillon épicé qui comprend des morceaux de porc, du chuño noir et du maïs hominy. Il est assaisonné d'une vinaigrette à base d'oignon et d'aji panca, qui lui donne une couleur rougeâtre
On trouve différentes variantes selon les régions, les plus connues en Bolivie étant les préparations de La Paz et de Cochabamba. Les variations peuvent inclure l'ajout de pommes de terre, l'utilisation de l'un ou l'autre piment principalement, et différents ingrédients tels que la chapelure ou la viande hachée comme épaississants.

## Origines
On pense que ce plat est une création locale inspirée ou dérivée de la fricassée traditionnelle française, adaptant la préparation et les ingrédients aux disponibilités alimentaires locales et aux coutumes de l'époque coloniale et républicaine.

## Traditions
Il s'agit d'un plat typique de la ville de La Paz, et sa préparation et sa consommation font partie des célébrations du Nouvel An dans de nombreuses villes boliviennes,. Il est commercialisé comme remède contre la gueule de bois, et lors des fêtes du Nouvel An, les événements festifs sont souvent promus en incluant un plat de fricasé al amanece dans les services,.

## Patrimoine bolivien
En 2014, par une loi municipale, le plat a été déclaré patrimoine culturel de la ville de La Paz, avec d'autres préparations telles que l'api, le chairo paceño, la chicha morada, le chocolat, la glace à la cannelle, le k'isitas et le llajwa parmi les 22 recettes incluses dans le règlement.